# Näringslivets Eurofakta
Eurofakta var en kampanjorganisation på ja-sidan under folkomröstningen om införande av euron i Sverige 2003. Eurofakta var ett dotterbolag till Svenskt Näringsliv och bedrev verksamhet under åren 1998-2003. VD var Henrik Toremark.